# Octasphales
Octasphales é um gênero de traça pertencente à família Agonoxenidae.